# Hua Pi 2
Hua Pi 2 (畫皮II, Huà Pí Èr), comercialitzada internacionalment com Painted Skin: The Resurrection, és una pel·lícula d'acció fantàstica xinesa del 2012 dirigida per Wuershan, protagonitzada per Zhou Xun, Chen Kun, Zhao Wei, Feng Shaofeng i Yang Mi. La pel·lícula reuneix la major part del repartiment original de la pel·lícula de 2008 Painted Skin, actuant com a seqüela independent de la pel·lícula original en una nova història i personatges amb certs graus de connexió.
El 2013 es va emetre una adaptació televisiva de la segona pel·lícula, Painted Skin: The Resurrection, similar a la primera.

## Argument
En els 500 anys que han passat des dels fets de la pel·lícula anterior, el dimoni guineu Xiaowei ha estat empresonat al gel per violar el codi dimoni. Que'er, un peculiar dimoni d'ocells, rescata Xiaowei, i els dos marxen a la recerca d'un home que estigui disposat a donar el seu cor a Xiaowei perquè esdevingui humana. Per primera vegada es troben amb un príncep boig que es burla del suggeriment, així que li prenen el cor. Xiaowei utilitza els seus poders màgics per fer d’esquer a un altre donant potencial, un general que es posa una màscara d'or que li cobreix la meitat de la cara. Encuriosit per la identitat del general, Xiaowei l’incapacita, però més tard descobreix que el seu rescatador no és un home, sinó una dona amb la meitat de la cara desfigurada.
Xiaowei acompanya la misteriosa dona a la Ciutat Blanca a la frontera, on es revela que la dona és la princesa Jing, la filla petita de la família governant que està inspeccionant el lloc militar dirigit pel general Huo Xin. Huo va servir una vegada com a guardaespatlles principal de Jing i van desenvolupar un profund afecte mutu. Tanmateix, Huo es va mantenir fidel a la seva professió i va rebutjar les confessions de la princesa. La cara de la princesa Jing va ser desfigurada per un ós monstruós mentre estava fora al bosc. Huo va aparèixer massa tard, però tot i així va aconseguir matar l'ós i salvar-la.
Aquella nit, mentre actua per a Jing, Huo i els seus homes, Xiaowei encanta malèvolment el general. Sense saber l'encantament de Xiaowei i sentir-se traït per Huo, Jing es llança a un llac, però Xiaowei la rescata. Revelant els seus poders màgics a Jing, Xiaowei suggereix que la desfiguració de la princesa impedirà que Huo l'estimi mai i convenç a Jing que haurien de canviar d'aparença per posar a prova en Huo.
Mentrestant, Que'er, mentre caminava per la Ciutat Blanca de nit, és abordat per dos brètols. Pang Lang, un habitant de la ciutat que diu descendir d'una família de caçadors de dimonis, intervé, però no abans que Que'er arrenqui el cor d'un dels seus turmentadors, revelant-se com un dimoni. Pang Lang intenta advertir a Huo sobre els dimonis, però els seus guàrdies no poden entrar a la residència d'Huo.
Aquella nit, Jing, disfressada de Xiaowei, sedueix l'encantat Huo. L'endemà, aprofitant el desig de Jing per l'amor aparentment no correspost de Huo, Xiaowei suggereix que ella i Jing intercanvien aparences permanentment. Huo entra i, en un últim intent de recuperar el seu afecte, Jing exposa Xiaowei com un dimoni i ordena a Huo que la mati. L'encantament impedeix que Huo segueixi l'ordre, així que Jing l'ataca frustrada.
De sobte, l'exèrcit del veí regne de Tianlang, dirigit per un malvat bruixot, arriba a la Ciutat Blanca per apoderar-se de la princesa Jing, que ha estat promesa amb el príncep de Tianlang. Jing es nega a acceptar el matrimoni, obligant a Huo a protegir la ciutat. Jing posa fi a la lluita amenaçant amb treure's la vida, i les forces de Tianlang accepten retirar-se si Jing es lliura en tres dies. No disposada a casar-se amb un home que no sigui Huo, Jing ofereix el seu cor a Xiaowei perquè els dos puguin canviar de cossos i, per tant, els seus destins.
Xiaowei, disfressada de Jing, arriba al campament de Tianlang i descobreix que el seu promès és el príncep boig el cor del qual havia consumit abans i que el Tianlang planeja revigoritzar-lo amb el seu cor, que en realitat és el de Jing. Sense la seva màgia de dimoni, Xiaowei s'adona que no pot aturar aquest pla.
Que'er revela a Pang Lang que Xiaowei i Jing han canviat d'identitat, i el caçador de dimonis difon la informació a Huo. Just quan la Jing està a punt de consumir el seu primer cor, completant la seva transició a un dimoni, Huo intervé. S'encega amb l'espasa, demostrant el seu compromís amb Jing i trencant el poder de l'encant de Xiaowei. En Que'er, en Jing i en Huo corren al camp de Tianlang per recuperar el cor de Jing. Els quatre derroten les forces de Tianlang, però Que'er mor a la batalla. Huo ofereix el seu propi cor a Xiaowei a canvi del de Jing, però Xiaowei decideix retornar el cor de Jing sense condicions. Sota l'encisador moment d'un eclipsi de separació, l'ànima de Xiaowei es fusiona amb el cos de Jing i la cara de Jing es cura durant el procés. La pel·lícula conclou amb Huo i Jing preparant-se per viure feliços per sempre, mentre que Pang Lang troba un ocell que s'assembla a Que'er en la seva forma real i obté una ploma semblant a la que va rebre d'ella quan es van conèixer.

## Repartiment
- Zhou Xun com a Xiao Wei
- Chen Kun com a Huo Xin
  - Qin Junjie com el jove Huo Xin
- Zhao Wei com a princesa Jing
  - Guan Xiaotong com a jove princesa Jing
- Feng Shaofeng com a Pang Lang
- Yang Mi com a Que'er
- Kris Phillips com a metge bruixot de Tianlang
- Chen Tingjia com a reina de Tianlang
- Morgan Benoit com a llop esclau de Tianlang

## Recepció

### Taquilla
A la Xina continental va obtenir l'estrena més taquillera d'una pel·lícula local i la tercera obertura més alta després de la reestrena en 3-D de Titanic (1997) i Transformers: Dark of the Moon. Amb un total brut de taquilla de 115,07 milions de dòlars, la pel·lícula es va convertir en la pel·lícula nacional més taquillera de la Xina superant l'anterior rècord Let the Bullets Fly.

### Recepció crítica
El lloc agregat Rotten Tomatoes va informar que el 83% dels crítics han donat a la pel·lícula una crítica positiva basada en 6 crítiques, amb una valoració mitjana de 4,40/10. Després de l’estrena a la Xina, la crítica va elogiar les dues actrius principals, especialment l'actuació de Zhao Wei. Els membres del públic van anomenar Zhao "la dona amb cicatrius més bella que s'hagi vist mai".
Derek Elley de Film Business Asia va escriure:
| « | "El resultat és una fantasia de vestuari molt entretinguda i una mica llarga, les actuacions i la tècnica pura de la qual porten un guió que sovint supera el seu pes."..." Zhou, que des de Suzhou River (1999) gairebé ha tingut la patent del continent sobre papers sexualment ambigus i seductors, domina la pel·lícula, com un dimoni que vol ser humà encara que això signifiqui dolor, però ella aconsegueix els seus diners de Zhao, que està desenvolupant molt més gravetat a la pantalla a mitjans dels seus 30 anys i està millor dirigida aquí que en el seu paper de guerrera anterior a Mulan (2009) de Jingle Ma que aquells amb la Chen d'ulls febles, la seva parella romàntica putativa." | » |

Deborah Young de The Hollywood Reporter va escriure:
| « | "El resultat és una muntanya russa d'una pel·lícula que dividirà el públic especialment pel que fa a les línies de gènere, amb un atractiu més gran per a les espectadores femenines, tant perquè és fonamentalment una història d'amor amb un heroi romàntic noble, de cabell llarg i gràcies a la presència de quatre personatges femenins forts i poderosos que dirigeixen l'espectacle. Les actuacions són sorprenentment profundes, i el vincle que uneix Jing i Xiaowei, en particular, sona molt cert malgrat l'enfrontament entre les dives Zhou Xun i Zhao Wei." | » |

## Premis i nominacions
| Awards & Nominations                             | Awards & Nominations                    | Awards & Nominations     | Awards & Nominations |
| Esdeveniment                                     | Categoria                               | Nominat                  | Resultat             |
| ------------------------------------------------ | --------------------------------------- | ------------------------ | -------------------- |
| 49ns Premis de Cinema Cavall d'Or                | Millors efectes visuals                 | Xu An, Chang Hongsong    | Nominat              |
| 9è Festival de cinema d'estudiants de Guangzhou  | Actriu preferida                        | Zhao Wei                 | Guanyador            |
| 9è Festival de cinema d'estudiants de Guangzhou  | Papel preferit                          | Princesa Jing (Zhao Wei) | Guanyador            |
| 44ns Premis de l'Associació de Directors Xinesos | Millor actriu                           | Zhou Xun                 | Nominat              |
| 6ns Premis de Cinema DAN de Vietnam              | Actriu xinesa preferida                 | Zhao Wei                 | Guanyador            |
| 32ns Premis de Cinema de Hong Kong               | Millor pel·lícula de continent i Taiwan |                          | Nominat              |